# Кормакитис
Кормакѝтис (на гръцки: Κορμακίτης; на турски: Koruçam) е село в Кипър, окръг Кирения. Според статистическата служба на Северен Кипър през 2011 г. селото има 309 жители.
Де факто е под контрола на непризнатата Севернокипърска турска република.